# Georg Bernhard von Urschenbeck
Georg Bernhard von Urschenbeck (* 12. September 1551; † 1624) war ein österreichischer Adeliger und Landmarschall von Österreich unter der Enns.

## Leben
Georg Bernhard war der Sohn von Christoph von Urschenbeck und Anna von Lamberg und studierte an der Universität von Padua. 1596 wurde er in den Ritterstand erhoben, zum Landuntermarschall in Österreich unter der Enns wurde er 1595, Landmarschall 1606. Wie seine Vorfahren war er Erbstabelmeister in der Steiermark. 1605 wurde er durch Kaiser Rudolf II. in den Freiherrnstand erhoben, seine Aufnahme in den niederösterreichischen Herrenstand erfolgte 1606.
Georg Bernhard Freiherr von Urschenbeck war Herr von Pottschach und Wartenstein.
1575 heiratet er Anna Maria Paumgartner, mit der er elf Kinder hatte.